# Gheorghe Lepeș
Gheorghe Lepeș (în maghiară Lépes György; n. 1375, Comitatul Heves, Regatul Ungariei – d. 18 martie 1442, Sântimbru, Alba, România) a fost Episcopul Catolic al Transilvaniei.
În 1437 l-a invitat pe Iacob de Marchia drept inchizitor împotriva mișcării husite. În 1437 Răscoala de la Bobâlna a izbucnit din cauza regulațiilor economice ale lui Gheorghe Lepeș. În 1438 răscoala a fost înăbușită în mod brutal de către nobilii transilvăneni. 
Cu puțin timp înainte de invazia otomană, Iancu de Hunedoara a ajuns în Transilvania și s-a stabilit la Alba Iulia, reședința episcopului Gheorghe Lepes, prietenul și aliatul său. De aici a dispus mobilizarea generală, anunțată printr-o spadă însângerată purtată prin toată țara.În 1422, Lepeș a fost ucis în timpul bătăliei de la Sibiu de către armata turcă condusă de Mezid Beg, după ce în timpul retragerii, calul de luptă a lui Gheorghe Lepes s-a împiedicat la trecerea unui pârâu, acesta fiind aruncat la pământ. Ajuns din urmă, episcopul Transilvaniei a fost ucis de achingii.